# Nesto Groen
Nesto Groen (Spijkenisse, 22 juli 2004) is een Nederlands voetballer die bij voorkeur als aanvaller speelt. Hij staat tot medio 2027 onder contract bij Excelsior Rotterdam.

## Clubcarrière
Groen zette zijn eerste stappen op een voetbalveld bij VV Spijkenisse, in de plaats waar hij werd geboren. In 2013 maakte hij de overstap naar de jeugdopleiding van Feyenoord waar vervolgens tot medio 2024 actief bleef. Die zomer tekende hij voor stadsgenoot Excelsior Rotterdam. Op 9 augustus 2024 maakte Groen zijn debuut in het betaald voetbal namens de Kralingers in de met 3-1 verloren seizoensouverture op bezoek bij Top Oss. De rest van zijn debuutseizoen kwam hij niet meer in actie. Ruim een jaar later, op 16 augustus 2025, volgde zijn Eredivisiedebuut tegen Feyenoord.

## Clubstatistieken
| Seizoen                        | Club                | Competitie     | Competitie | Competitie | Beker | Beker | Int. | Int. | Overig | Overig | Totaal | Totaal |
| Seizoen                        | Club                | Competitie     | Wed.       | Dlp.       | Wed.  | Dlp.  | Wed. | Dlp. | Wed.   | Dlp.   | Wed.   | Dlp.   |
| ------------------------------ | ------------------- | -------------- | ---------- | ---------- | ----- | ----- | ---- | ---- | ------ | ------ | ------ | ------ |
| 2024/25                        | Excelsior Rotterdam | Eerste divisie | 1          | 0          | 0     | 0     | –    | –    | 0      | 0      | 1      | 0      |
| 2025/26                        | Excelsior Rotterdam | Eredivisie     | 1          | 0          | 0     | 0     | –    | –    | 0      | 0      | 1      | 0      |
| Clubtotaal                     | Clubtotaal          | Clubtotaal     | 2          | 0          | 0     | 0     | 0    | 0    | 0      | 0      | 2      | 0      |
| Carrièretotaal                 | Carrièretotaal      | Carrièretotaal | 2          | 0          | 0     | 0     | 0    | 0    | 0      | 0      | 2      | 0      |
| Bijgewerkt op 16 augustus 2025 |                     |                |            |            |       |       |      |      |        |        |        |        |

1 Van Gassel ·
2 Bronkhorst ·
3 Meissen ·
4 Widell  ·
5 Henderikx ·
6 Carlén ·
7 Do-young ·
8 Tielemans ·
10 Naujoks ·
11 De Regt ·
12 Zagré ·
14 Schouten ·
16 Raatsie ·
17 Martens ·
20 Hartjes ·
21 Booth ·
24 Cairo ·
25 Middendorp ·
28 Groen ·
29 Van Duinen ·
30 Sanches Fernandes ·
33 Bergraaf ·
40 Holla ·
Pierie ·
Rosario ·
Warmerdam ·
Coach: Den Uil
· Assistent-coach: Breuer
· Assistent-coach: Verhaar
· Assistent-coach: Van Zwam
· Keeperstrainer: Graafland